# Jaskinia Niedźwiedzia
Jaskinia Niedźwiedzia (phát âm là Yaskeenya Niecwiedza và được dịch là Hang gấu) - là hang động dài nhất trong dãy núi Śnieżnik thuộc dãy núi Sudety được phát hiện vào năm 1966, nằm gần làng Kletno ở Ba Lan. Hang động nổi tiếng từ nhiều cuộc khai quật của hang gấu (Ursus spelaeus).

## Lịch sử
200 m đầu tiên của hang động được phát hiện vào tháng 10 năm 1966 trong quá trình khai thác tại mỏ đá mới thành lập Kletno III. Năm 1967 hành lang mới được phát hiện: phần giữa Bán pałacowe - (Anh. Cung điện) và vào tháng 1/1972 cũng là phần thấp nhất. Các phần mới của hang động đã được phát hiện trong những năm 2014-2015. Tóm tắt hang có tổng chiều dài hơn 2 km và hiện là hang động dài nhất trong dãy núi Sudety.

## Địa lý
Hang động nằm ở phía bên phải thung lũng của dòng suối Kleśnica trong phần lớn nieżnik Kłodzki của dãy núi Sudety. Jaskinia niedźwiedzia nằm ở độ cao 790m trên núi Góra Stroma (1166,8 m).

## Tàn dư động vật hóa thạch
Bên trong hang được tìm thấy vật liệu xương phong phú của động vật Pleistocene chủ yếu là động vật có vú như gấu nâu, sư tử hang động, linh cẩu, sói, lợn rừng và những loài khác. Trong số các vật liệu xương chiếm ưu thế là xương gấu hang - gần 90% các cuộc khai quật.

## Hình ảnh

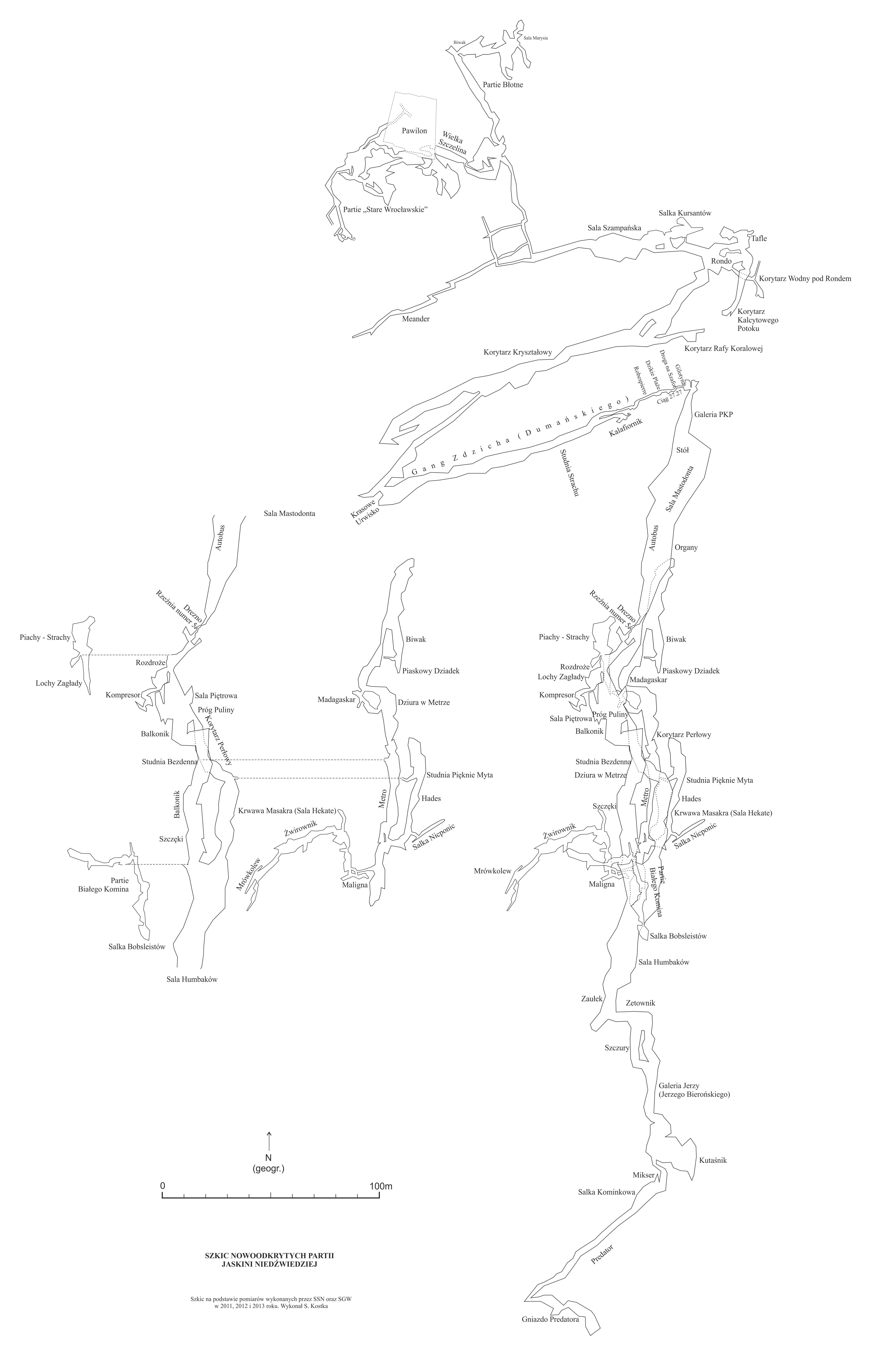
Plan of the cave
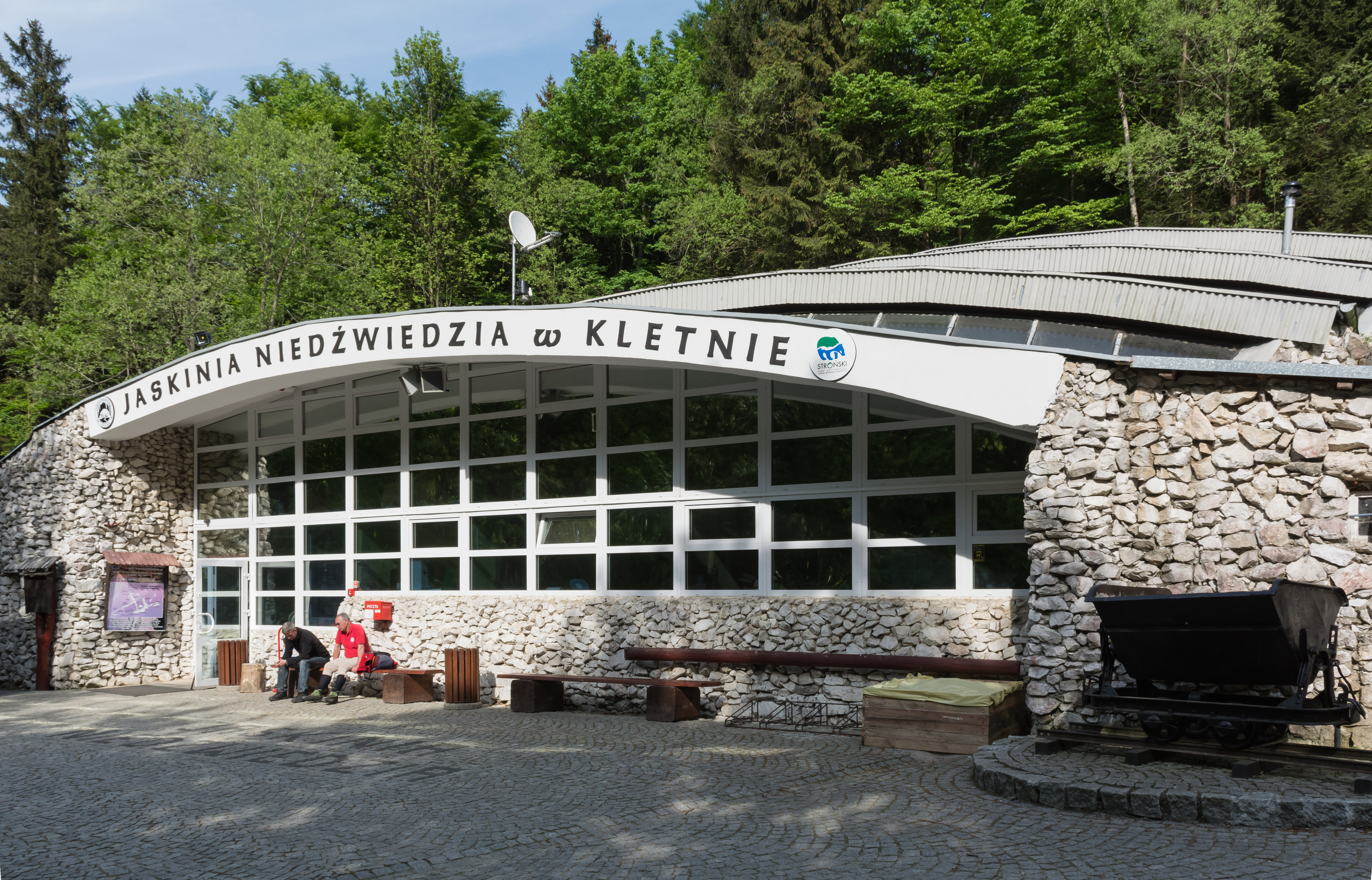
Entry to pavillon of Bear Cave
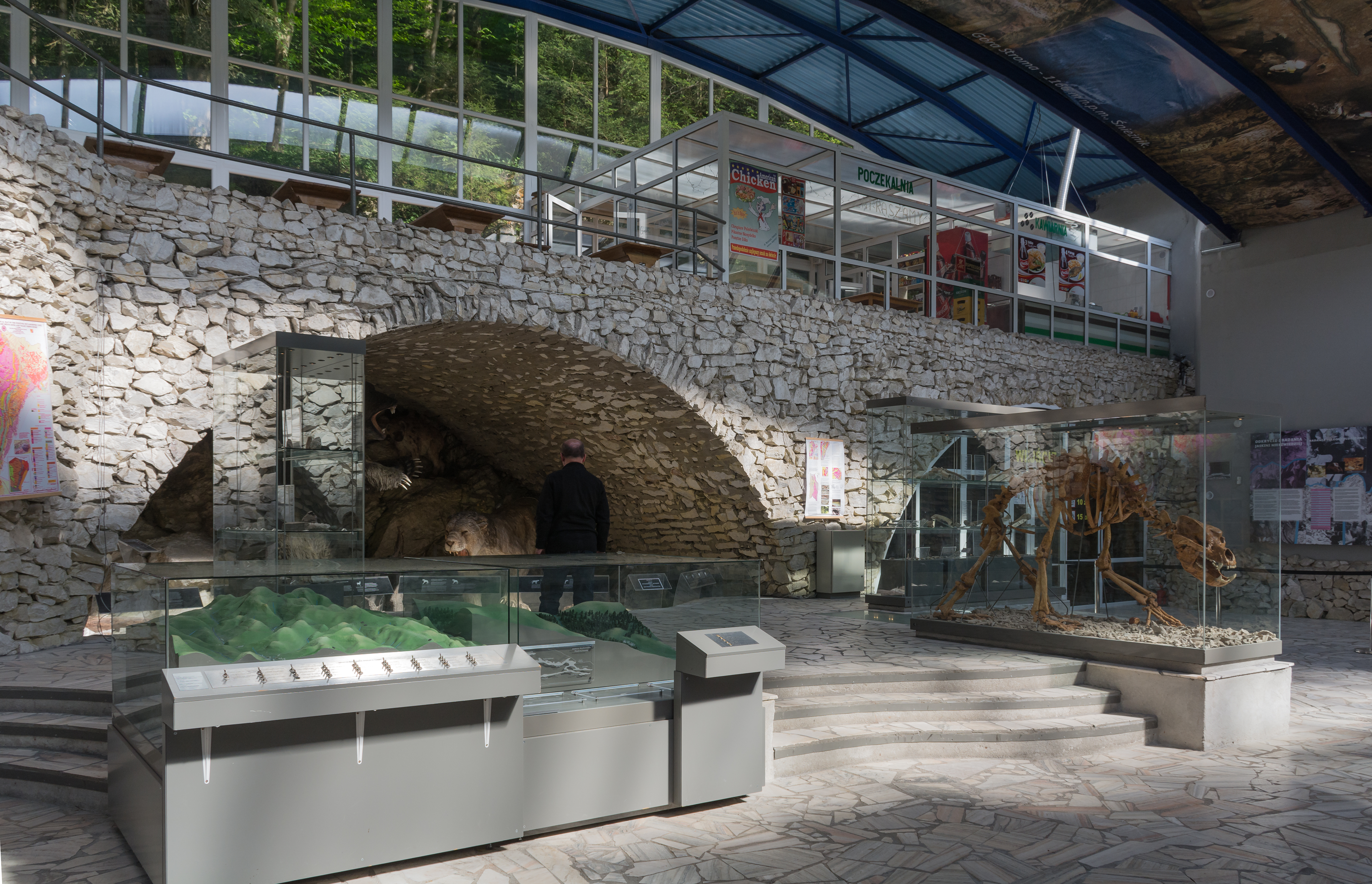
Exposition inside pavillon with skeletons of cave lion và cave bear
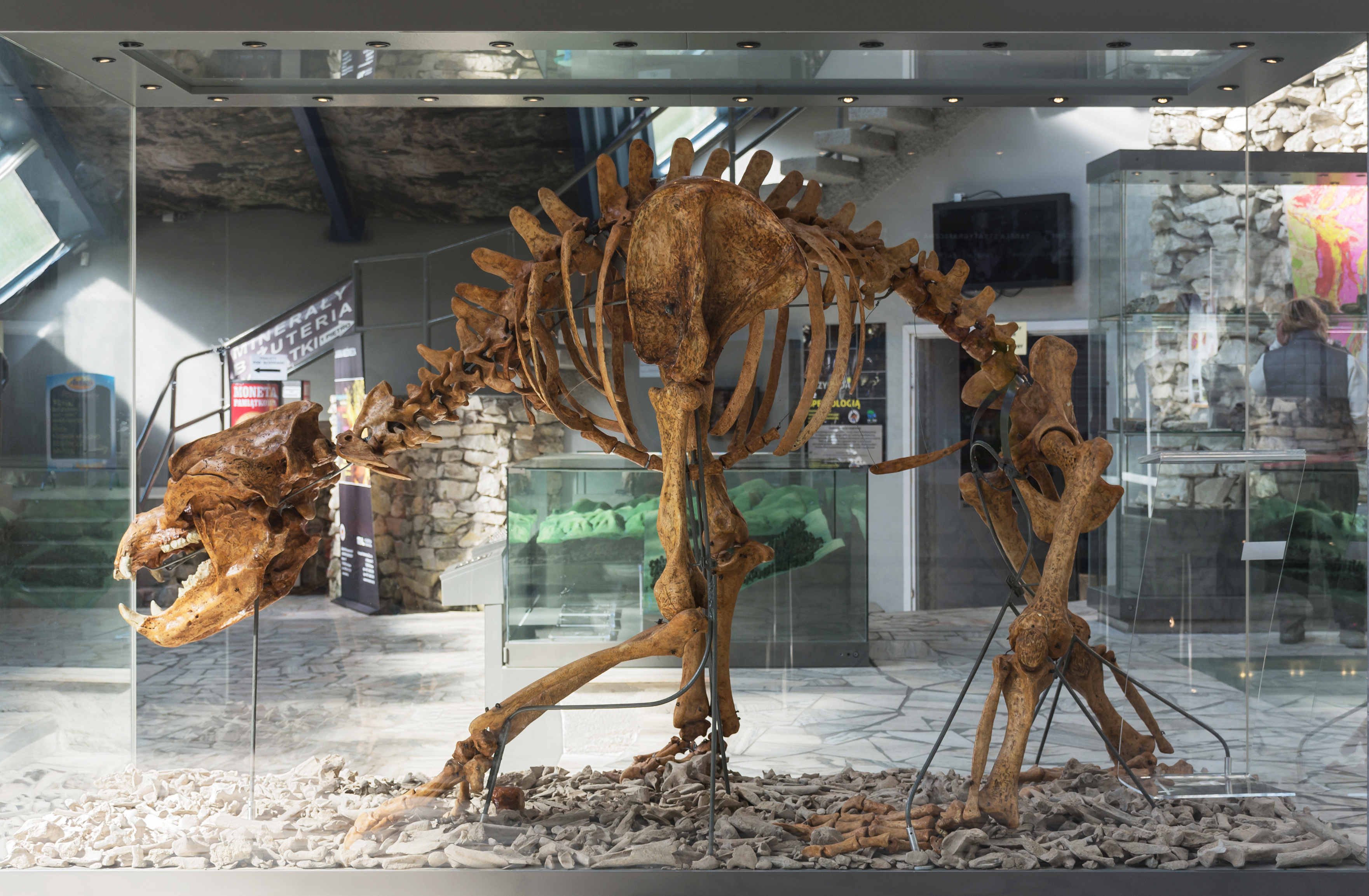
Skeleton of the cave bear inside the pavillon
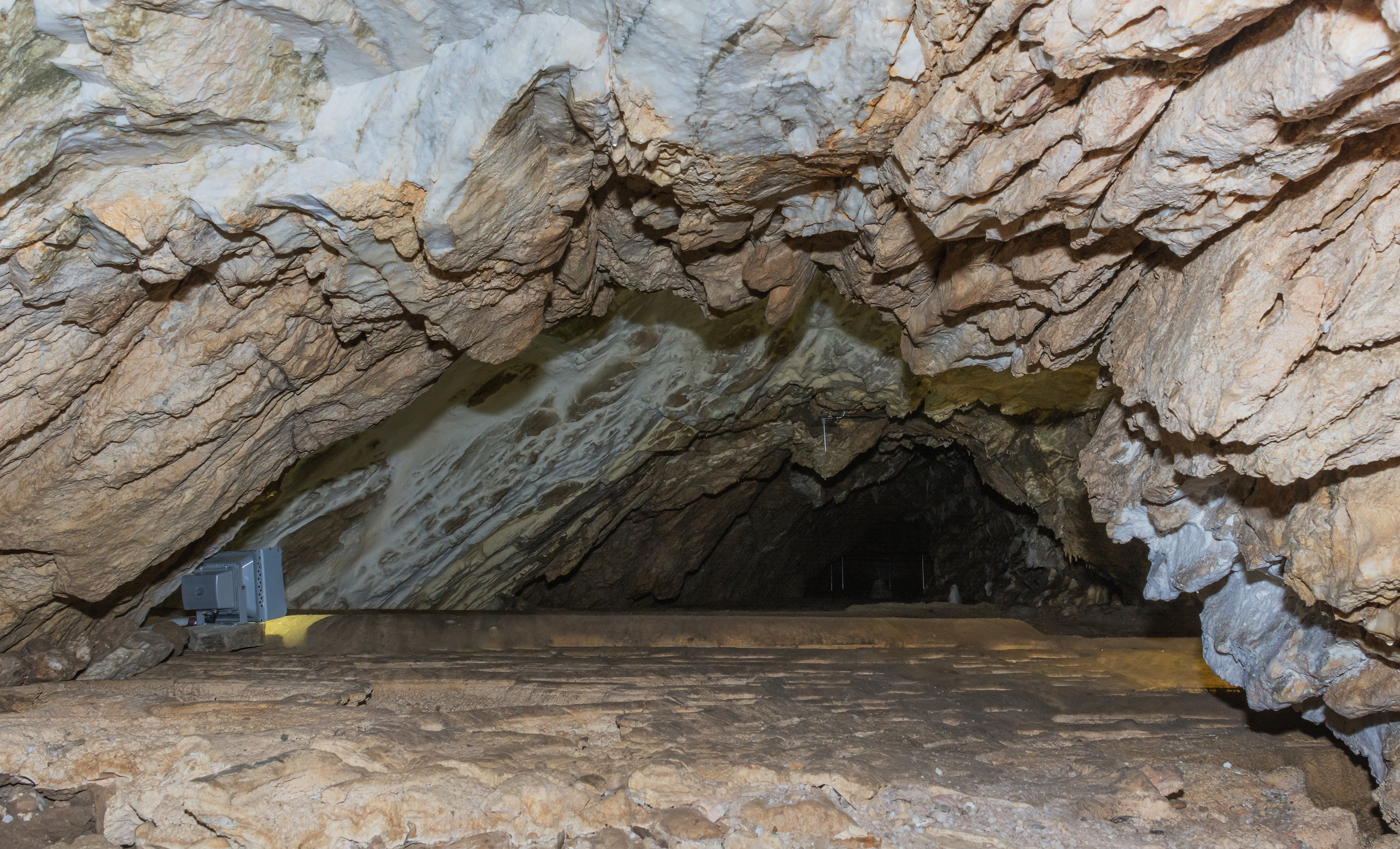
Natural entry to the cave
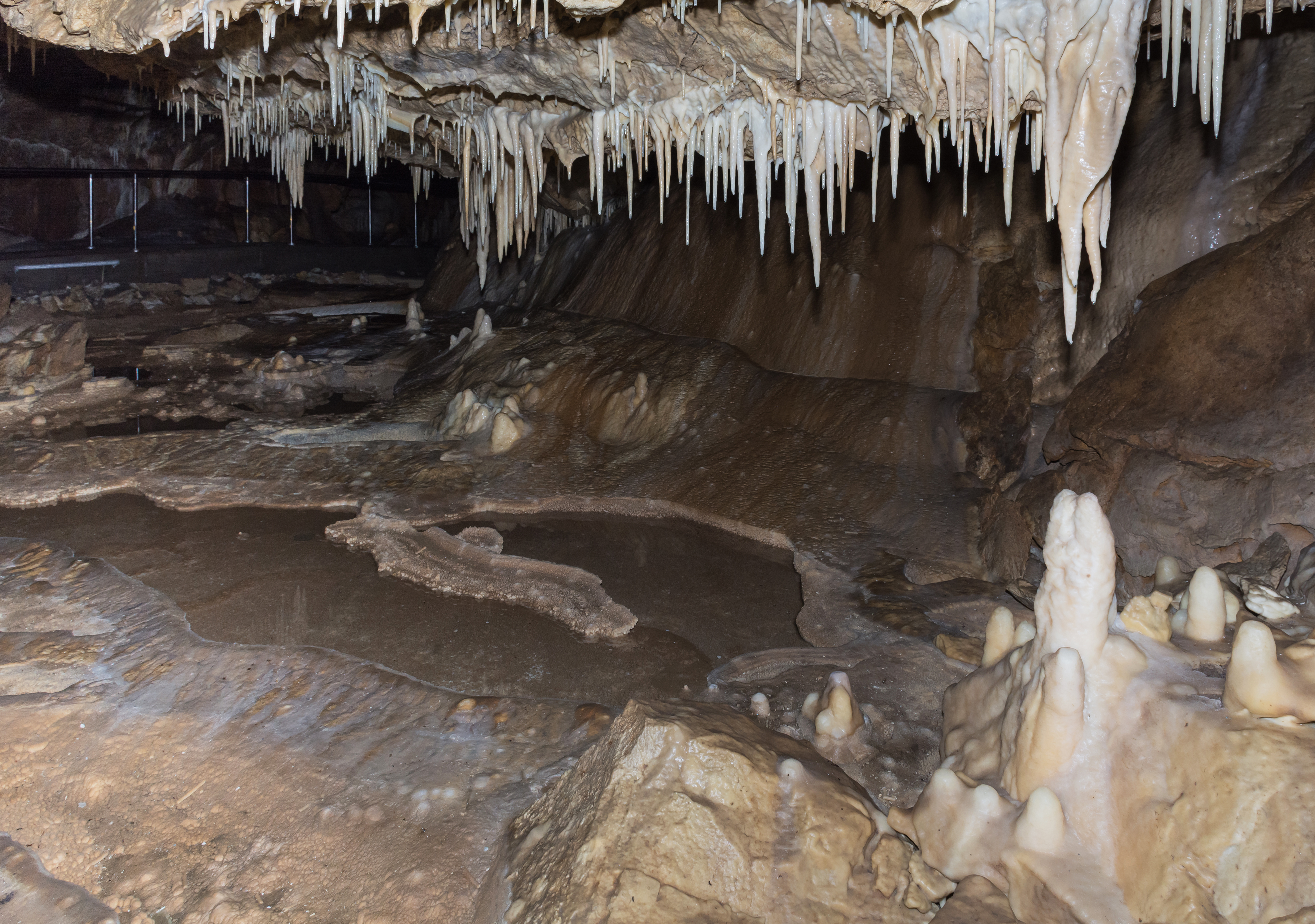
Speleothemes inside the cave
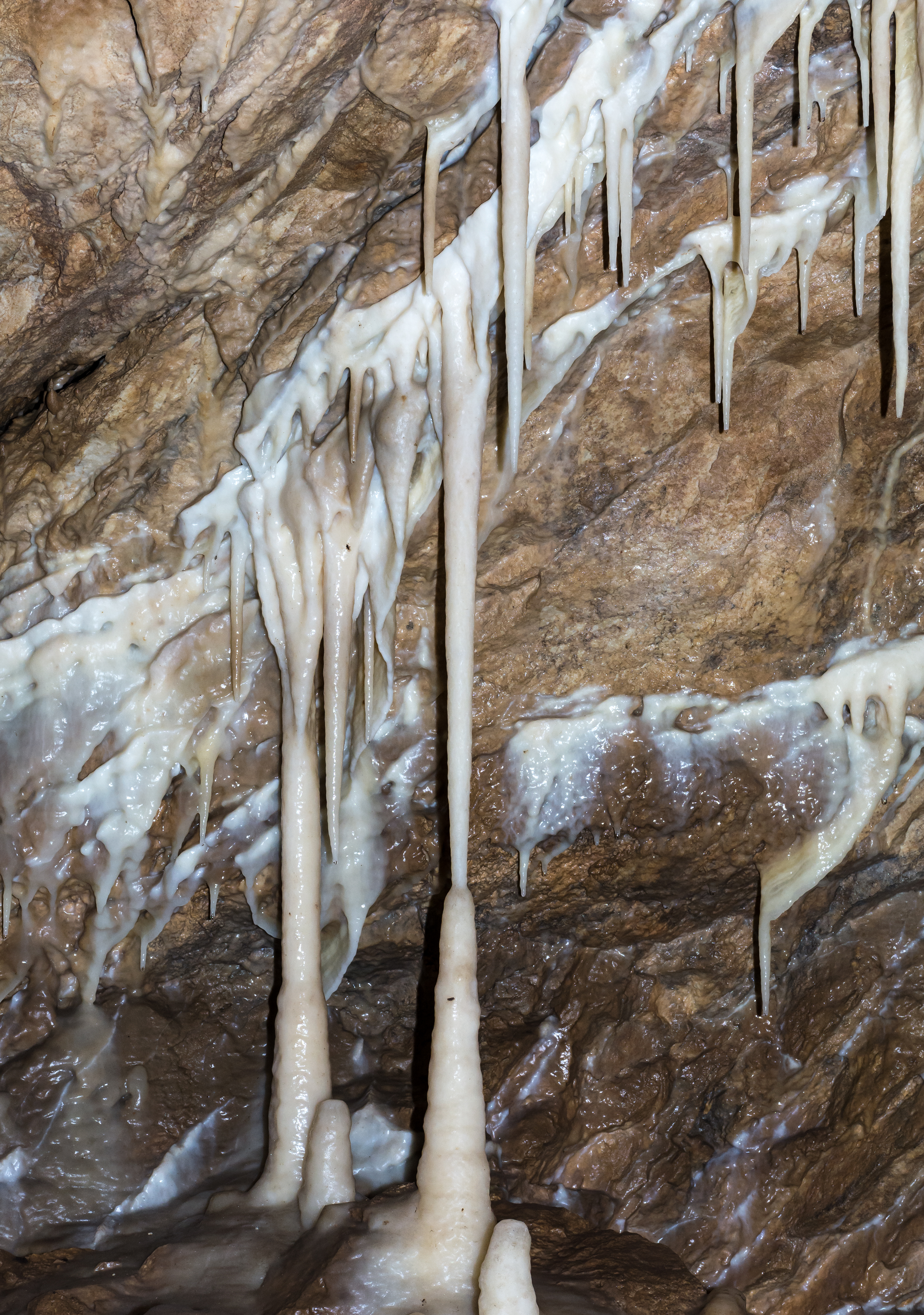
Stalagnates
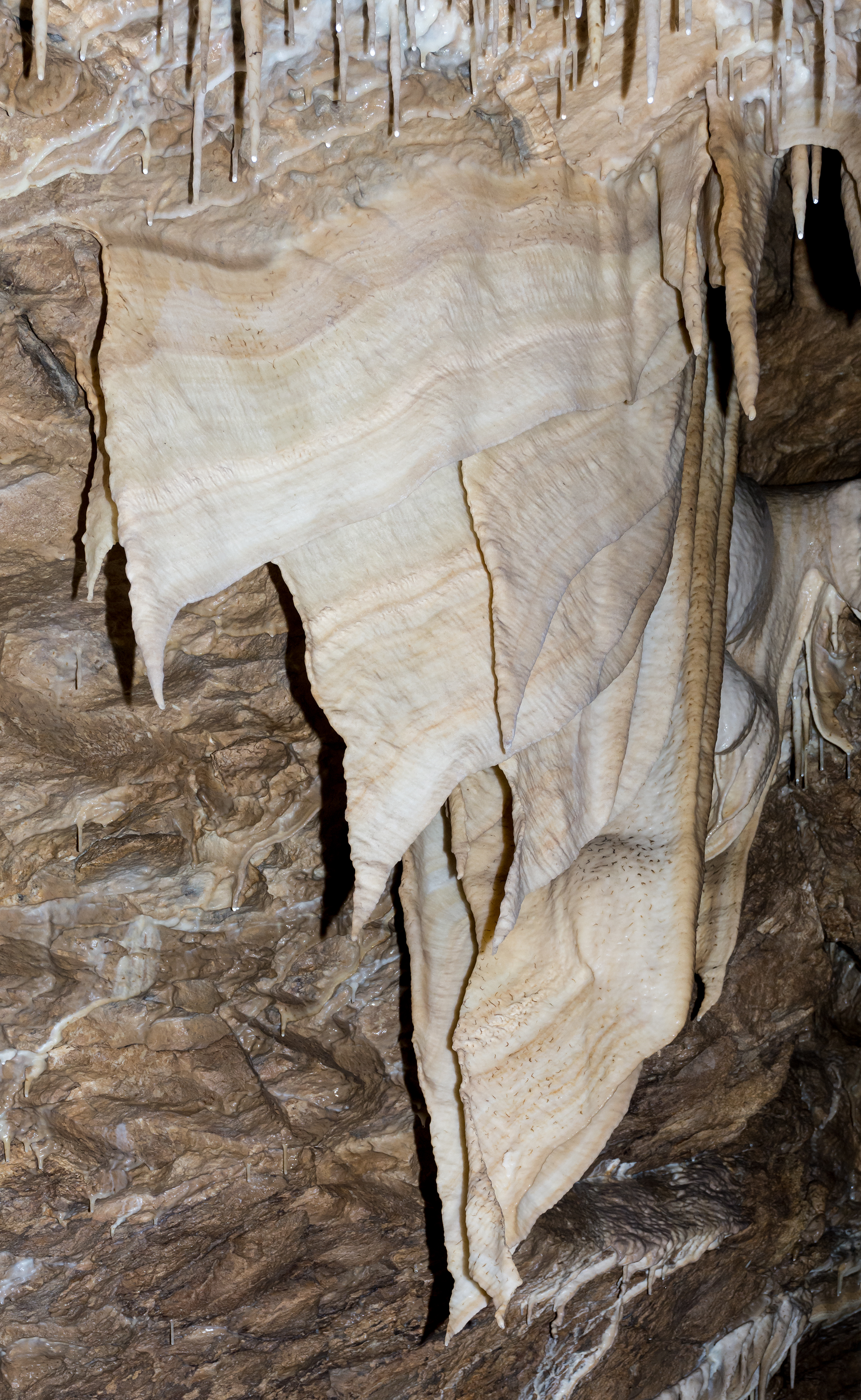
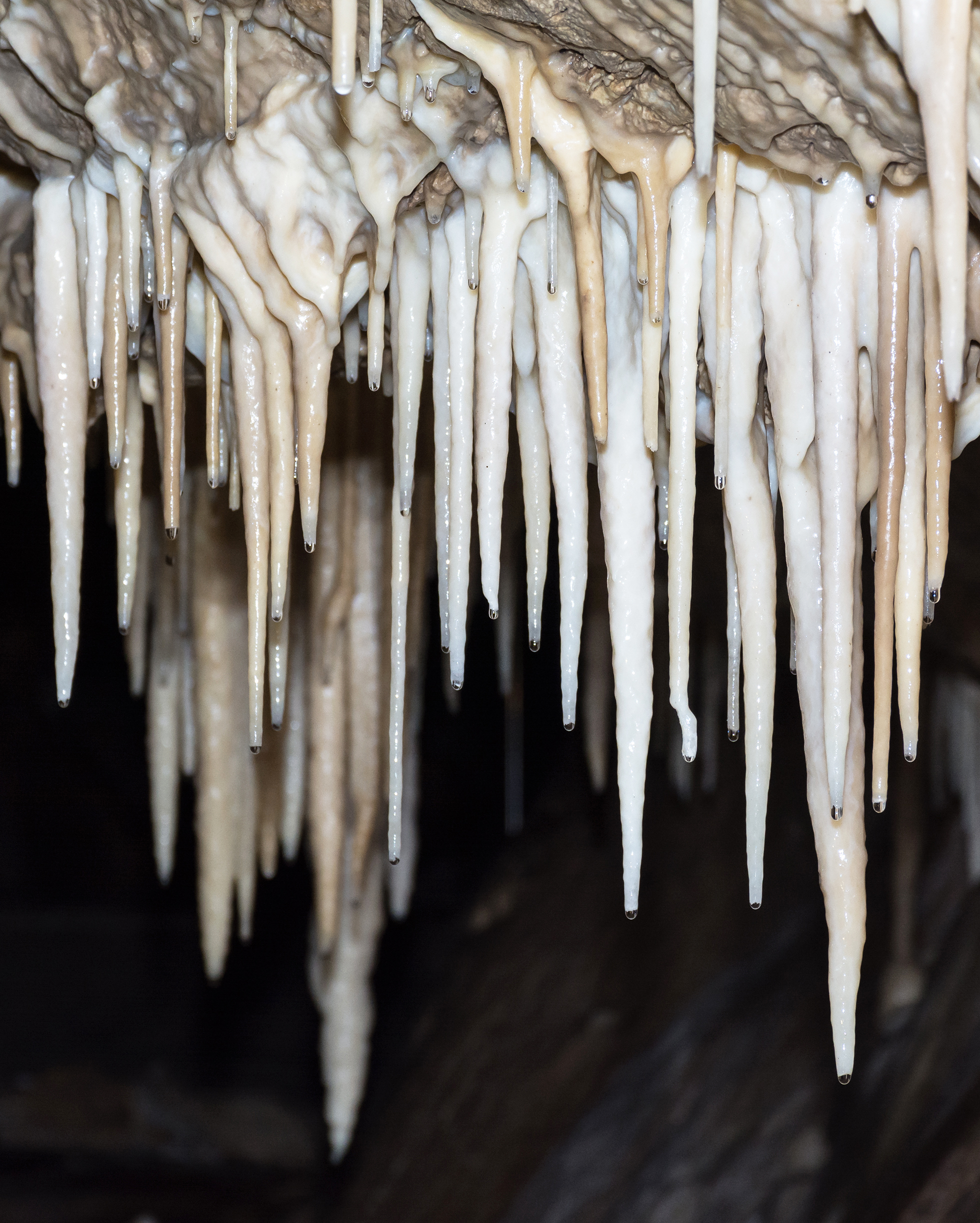
Stalactites
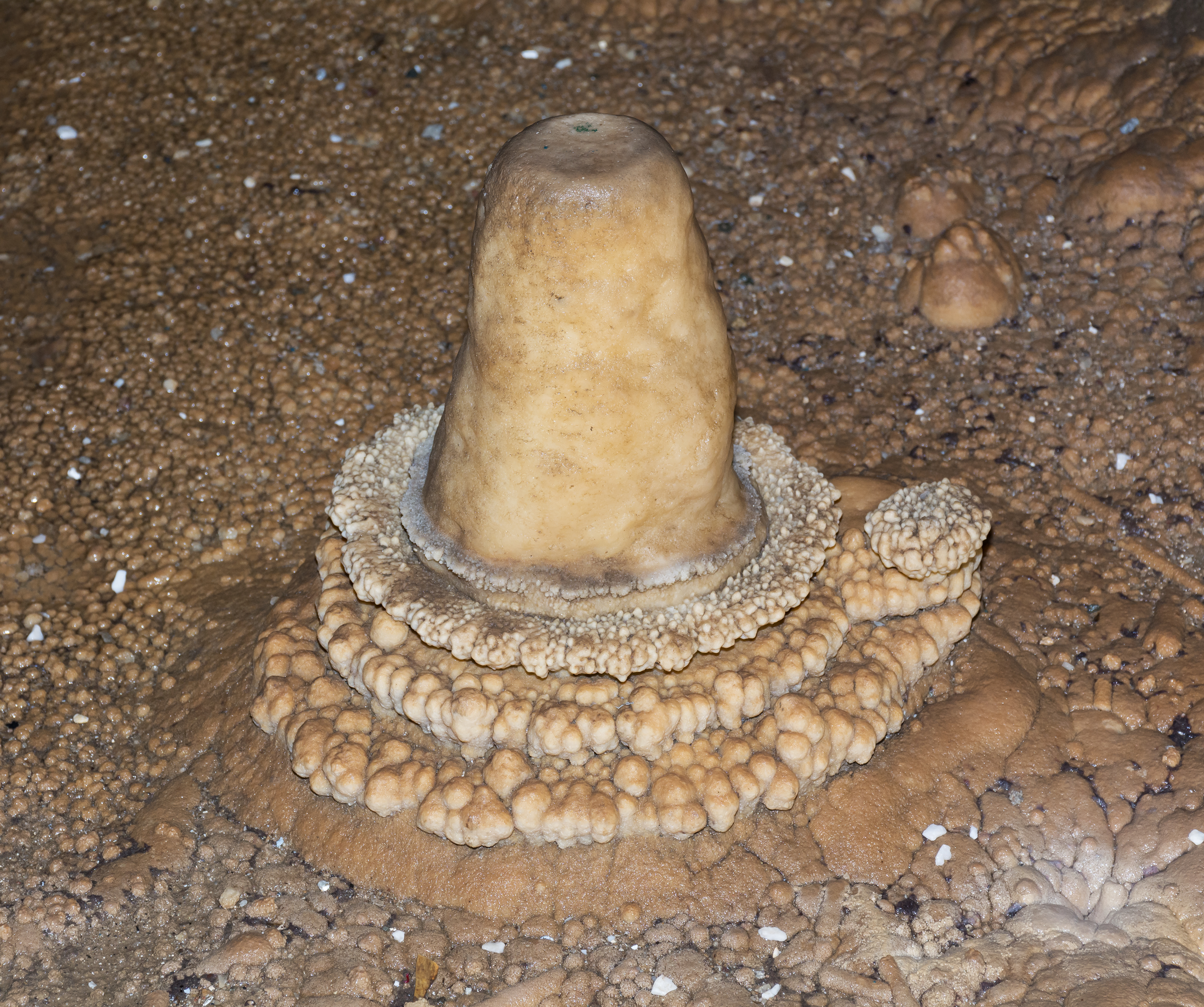
Stalagmites
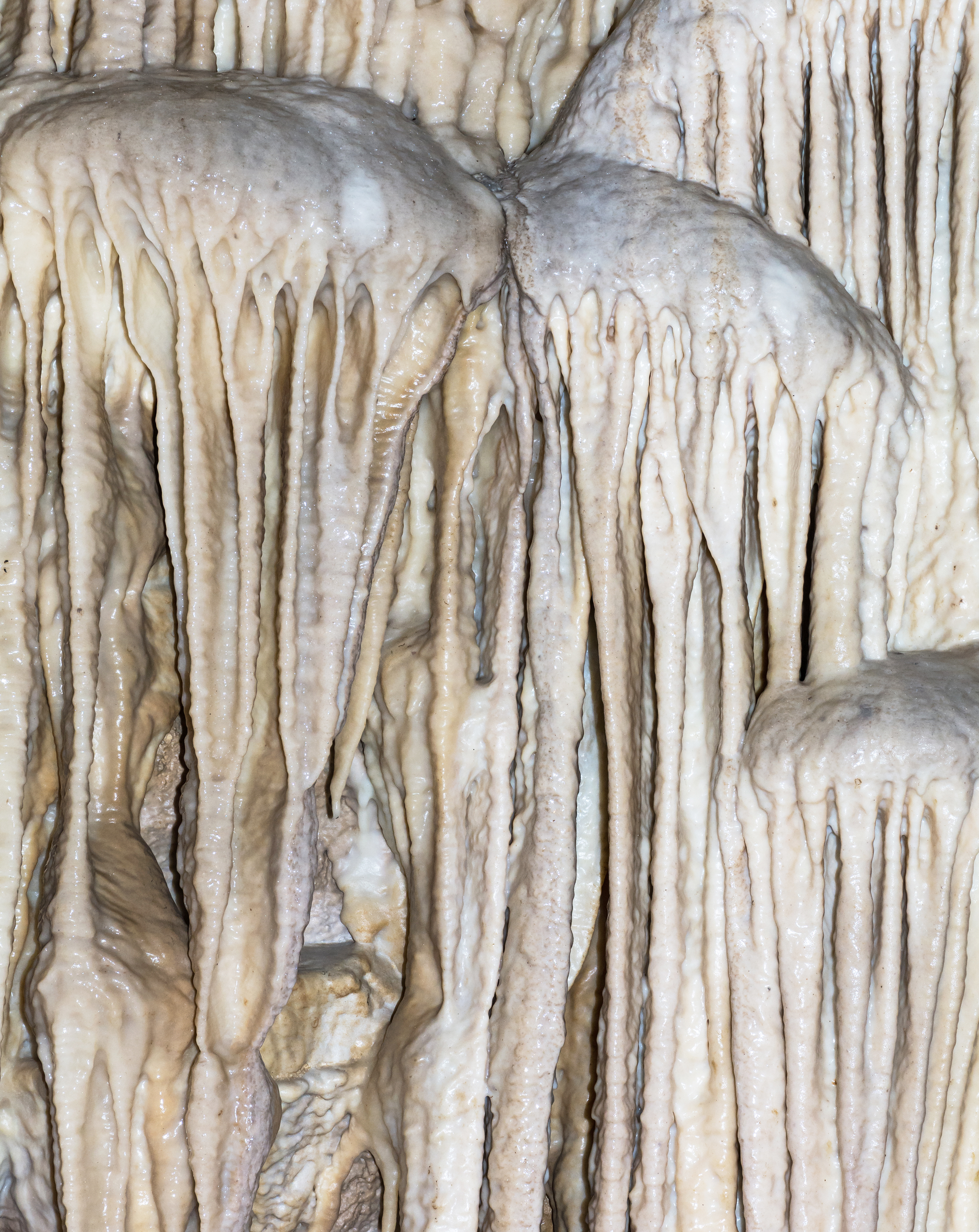
Cascades

## Tiểu sử
- Praca Zbiorowa, "Jaskinia Niedźwiedzia w Kletnie. Badanie i udostępnianie ", Polska Akademia Nauk, Ossolineum, Wrocław 1989, ISBN 8304030373. (tiếng Ba Lan)  với (tiếng Anh) tóm tắt.
- Jaskinie Sudetów praca zbiorowa màu đỏ. Mariana Puliny, Arlingtonkie Towarzystwo Przyjaciół Nauk o Ziemi, Warszawa 1996, ISBN 83-900997-9-9 (tiếng Ba Lan).
- Jaskinia Niedźwiedzia w Kletnie. 40 lat eksploracji, badań, không đồng bộ i turystyki praca zbiorowa pod màu đỏ. Wojciecha Ciężkowskiego, Wydawnictwo "Maria", Wrocław-Kletno 2006, ISBN 83-60478-16-3 (tiếng Ba Lan).